# Liste der Monuments historiques in Luvigny
Die Liste der Monuments historiques in Luvigny führt die Monuments historiques in der französischen Gemeinde Luvigny auf.

## Liste der Objekte
| Bezeichnung                    | Beschreibung                                                                   | Standort                           | Kennzeichnung | Schutzstatus | Datum | Bild |
| ------------------------------ | ------------------------------------------------------------------------------ | ---------------------------------- | ------------- | ------------ | ----- | ---- |
| Skulptur Notre-Dame de la Maix | Darstellung einer sitzenden Madonna mit Kind; Holz, vergoldet, 17. Jahrhundert | in der Kirche St-Barthélémy (Lage) | PM88000518    | Classé       | 1966  |      |